# 松山千恵子
松山 千恵子（まつやま ちえこ、1914年〈大正3年〉3月11日 - 2015年〈平成27年〉2月6日）は、日本の政治家。衆議院議員（自民党）。衆議院議長や文部大臣などを歴任した松永東の長女。

## 経歴
1914年、東京府（現・東京都）に出生。長崎県人・松永東の長女。生母は、うたである。
京華高等女学校を卒業。1934年、明治大学専門部女子部法科を卒業。1937年、長崎県諌早市出身の弁護士・松山義雄と結婚する。
1960年、埼玉県第2区より、衆議院選挙に立候補し当選、埼玉県初の女性代議士となった（当選3回）。厚生政務次官、郵政政務次官などを歴任した。
2015年2月6日、老衰のため死去。100歳没。贈従四位。

## 人物
小学校4年生の時から、父親の身勝手のために実母とひきはなされて、継母ますとの生活を余儀なくされた。
趣味は読書。自宅は埼玉県川越市通町。

## 家族・親族
- 父・松永東[4][6]（弁護士、衆議院議員） - 1916年、開業した[4]。衆議院議長・文部大臣等歴任。
- 弟・松永光（弁護士、衆議院議員） - 松永東の養子である。文部大臣・通産大臣・大蔵大臣等歴任。
- 夫・松山義雄[2]（弁護士、衆議院議員、元埼玉県副知事）
- 娘婿・舟橋功一（弁護士、元埼玉県議会議員、元川越市長） - 娘・浩子の夫。
- 孫・舟橋一浩（前埼玉県議会議員） - 功一・浩子夫妻の長男。
- 孫・海老原崇智（東京都中央区議会議員[11]）